# فريدريك ماديسون روبرتس
فريدريك ماديسون روبرتس (بالإنجليزية: Frederick Madison Roberts)‏ هو سياسي أمريكي، ولد في 14 سبتمبر 1879 في تشيليكوث في الولايات المتحدة، وتوفي في 19 يوليو 1952 في لوس أنجلوس في الولايات المتحدة بسبب حادث مرور. حزبياً، نشط في الحزب الجمهوري. وقد انتخب عضو جمعية ولاية كاليفورنيا.